# Anaphes longipilis
Anaphes longipilis är en stekelart som först beskrevs av Soyka 1954.  Anaphes longipilis ingår i släktet Anaphes och familjen dvärgsteklar. Inga underarter finns listade i Catalogue of Life.